# Jodki (agromiasteczko)
Jodki (biał. Ёдкі, Jodki; ros. Ёдки, Jodki) – agromiasteczko na Białorusi, w obwodzie grodzieńskim, w rejonie lidzkim, w sielsowiecie Trzeciakowce, którego władz są siedzibą, nad Lidzieją.
Przez miejscowość przebiegają droga magistralna M11 i wschodnia obwodnica Lidy.

## Historia
W XIX i w początkach XX w. okolica szlachecka położona w Rosji, w guberni wileńskiej, w powiecie lidzkim.
W dwudziestoleciu międzywojennym okolica szlachecka i kolonia leżące w Polsce, w województwie nowogródzkim, w powiecie lidzkim, w gminie Lida. W 1921 okolica liczyła 150 mieszkańców, zamieszkałych w 28 budynkach, w tym 148 Polaków i 2 Białorusinów. 149 mieszkańców było wyznania rzymskokatolickiego i 1 prawosławnego. Kolonia zaś liczyła 51 mieszkańców, zamieszkałych w 8 budynkach, wyłącznie Polaków. 50 mieszkańców było wyznania rzymskokatolickiego i 1 prawosławnego.
Po II wojnie światowej w granicach Związku Sowieckiego. Od 1991 w niepodległej Białorusi.